# Осада Кром
Осада Кром — последнее крупное столкновение правительственных войск Бориса Годунова с повстанческой армией Лжедмитрия I.

## Предыстория
Вступившая в пределы Русского государства армия Лжедмитрия I нанесла царскому войску поражение под Новгородом-Северским, но вскоре сама потерпела крупное поражение в битве при Добрыничах. Большинство шляхтичей и наёмников, с которыми Лжедмитрий I начал свой поход, покинули его, однако он продолжал пользоваться поддержкой населения южнорусских земель. Под его знамёна массово стекались крестьяне и казаки, недовольные правлением Годунова и мнимо или вправду считавшие Лжедмитрия «законным государем». Несмотря на разгром повстанцев при Добрыничах, таявшему от тягот зимней кампании царскому войску не удалось овладеть крепостями, находившимися под контролем повстанческих войск, вдобавок «смутились» и перешли на сторону самозванца новые крепости, от Царёва-Борисова до Воронежа. После того как провалилась попытка взять Рыльск, в котором помимо гарнизона оборонялось всё население, царские отряды подступили к крепости Кромы. Данная крепость под контролем Лжедмитрия I, расположенная относительно далеко к северу, вклинивалась в территорию, подконтрольную правительству, мешала коммуникациям и снабжению войска, а также создавала плацдарм для дальнейшего наступления Лжедмитрия на Орёл, Тулу и Москву.

## Ход военных действий
Небольшой гарнизон Кром под командованием изменившего Годунову воеводы Григория Акинфиева был подкреплён пятью сотнями казаков во главе с атаманом Андреем Корелой, отступивших сюда после битвы при Добрыничах. На первом этапе к Кромам подступили полки окольничего Петра Шереметева с двумя мортирами и пушкой, к которым позже присоединились дворянские сотни стольника Василия Бутурлина. Однако четырёхнедельная осада кроме крупных потерь ничего царским войскам не принесла, и к крепости в начале марта 1605 года подошёл Фёдор Мстиславский с основными силами.
Кромская крепость имела исключительно выгодное расположение на холме возле реки, окружённая со всех сторон болотами, которые становились особенно топкими к весне. Подступиться к этой деревянной, но недавно возведённой и прочной крепости, было довольно трудно и Мстиславский был не в состоянии использовать все находившиеся в его распоряжении крупные силы. Первый штурм во главе с воеводой передового полка Михаилом Салтыковым, несмотря на удачный поджог части стены, в конечном итоге с большими потерями провалился. Тогда остальные войска Мстиславского, не решаясь на новый штурм, подвергли город опустошительному длительному артиллерийскому обстрелу, в результате чего в Кромах начались сильные пожары. Стены были разрушены до основания, но защитники Кром эффективно оборонялись в системе окопов и лазов, которые они прорыли в городском валу. Тем не менее, потери повстанцев были также высокими, и атаман Корела потребовал у Лжедмитрия в Путивле подкреплений, угрожая сдать город. Лжедмитрий отреагировал, послав к Кромам крупный отряд во главе с Юрием Беззубцевым. Благодаря тому, что царские войска приняли его ратников за своих, тот проник в крепость с крупным обозом. Бои продолжались ещё несколько недель, после чего наступило затишье.
В огромном лагере Мстиславского началась эпидемия дизентерии («мыты»). Приказ Годунова не покидать войска вызвал у дворян возмущение, многие из них, несмотря на запрет, начали разъезжаться по домам. Разрядному приказу приходилось проводить новые наборы и посылать Мстиславскому подкрепления.

## Конец осады
13 апреля 1605 года умер Борис Годунов и его наследником стал его сын Фёдор. Многие бояре, прежде поневоле терпевшие «худородного царя», стали искать пути, чтобы избавиться от выборной земской династии. 7 мая большая часть правительственной армии, следуя агитации прибывшего в лагерь под Кромами героя Новгород-Северской осады Петра Басманова (принявшего участие в заговоре против Годуновых), перешла на сторону Лжедмитрия.